# Phytomyza tanaceti
Phytomyza tanaceti är en tvåvingeart som beskrevs av Friedrich Georg Hendel 1923. Phytomyza tanaceti ingår i släktet Phytomyza, och familjen minerarflugor. Arten är reproducerande i Sverige.